# Ryan Kisor

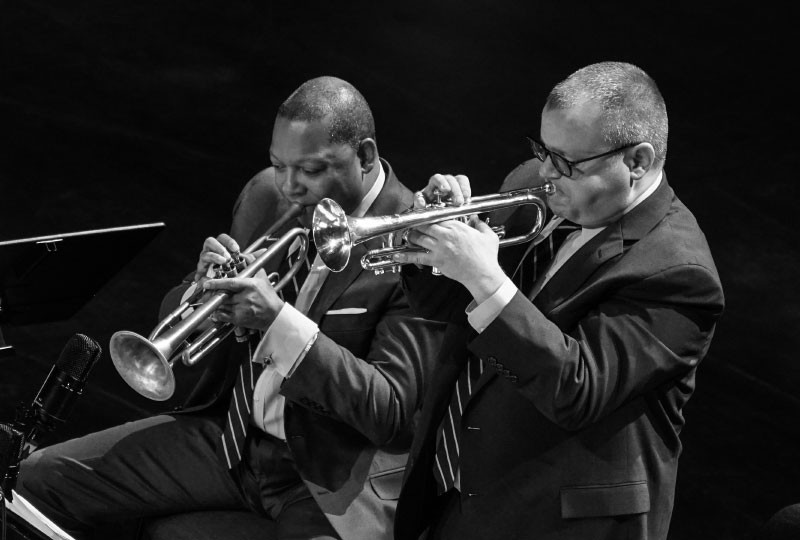
Ryan-Kisor (rechts) mit Wynton Marsalis (2020)

Ryan Kisor (* 12. April 1973 in Sioux City/Iowa) ist ein US-amerikanischer Jazz-Trompeter.

## Leben und Wirken
Kisor hatte ab dem vierten Lebensjahr Trompetenunterricht bei seinem Vater. Mit zehn Jahren spielte er bei regionalen Tanzbands mit, und zwei Jahre später begann er eine Ausbildung zum klassischen Trompeter. Bei einem Jazzcamp erlebte er Clark Terry und wandte sich daraufhin der Jazzmusik zu. 1990 gewann er neben Konkurrenten wie Nicholas Payton und Marcus Printup den Trompetenwettbewerb des Thelonious Monk Institute. Aufsehen erregte er mit zwei Alben, die er in dieser Zeit für Columbia Records aufnahm, Minor Mutiny 1992 und On the One.
Ab 1991 besuchte Kisor die Manhattan School of Music, danach war er Schüler u. a. von Lew Soloff. Er arbeitete u. a. mit der Mingus Big Band (Nostalgia in Times Square 1993, Gunslinging Birds 1994 und Que Viva Mingus! 1997) und der Michel Camilo Big Band, mit Jim Hall, Gerry Mulligan, Wynton Marsalis, Wycliffe Gordon, Horace Silver, Steve Slagle und Walter Blanding. Seit 1994 ist er Mitglied des Lincoln Center Jazz Orchestra. Außerdem nahm er ab 1997 mehrere Alben als Bandleader für das Criss Cross-Label auf.

## Diskographie
- Minor Mutiny mit Ravi Coltrane und Jeff Siegel, 1992
- On the One mit Christian McBride, Mulgrew Miller, Lewis Nash, Chris Potter, David Sánchez, Mark Turner, 1993
- Battle Cry mit Peter Bernstein, Brian Blade, Sam Yahel, 1997
- Usual Suspects mit Willie Jones III, John Webber, Peter Zak, 1998
- Poit of Arrival mit Willie Jones III, John Webber, Peter Zak, 1998
- Power Source mit James Genus, Gene Jackson, Chris Potter, 1999
- Kisor, 2000
- Kisor II, 2001
- The Dream mit Eric Alexander, Willie Jones III, Renato Thoms, John Webber, Peter Zak, 2001
- Awakening mit Peter Bernstein, Willie Jones III, Grant Stewart, Sam Yahel, 2002
- The Sidewinder, 2003
- Donna Lee, 2004
- This Is Ryan mit Jason Paul Brown, Grant Stewart, John Webber, Peter Zak, 2005
- Live at Smalls, 2010